# 우진홀딩스
주식회사 우진홀딩스는 대한민국의 지주회사로, 에이루트의 자회사이다.